# Mine de Selkirk
 (mars 2025).
Si vous disposez d'ouvrages ou d'articles de référence ou si vous connaissez des sites web de qualité traitant du thème abordé ici, merci de compléter l'article en donnant les références utiles à sa vérifiabilité et en les liant à la section « Notes et références ».
La mine de Selkirk est une mine souterraine et à ciel ouvert de nickel située au Botswana. Elle est détenue, ainsi que la mine de Phoenix, depuis 2007 à 85 % par Norilsk Nickel. Le reste des participations est détenu par l'État du Botswana. Sa production a démarré en 1989.